# 劉九澤
劉九澤（1550年—？），字汝濟，直隸延慶州人，民籍，明朝政治人物。

## 生平
萬曆元年（1573年）癸酉科順天府鄉試第一百九名，萬曆五年（1577年）丁丑科會試第九十四名，登二甲第二十九名進士。

## 家族
曾祖劉清，曾任場官；祖父劉珝；父劉俊。母王氏。慈侍下。